# عبد الرحمن بن عبد الله بن سيد الكلبي
عبد الرحمن بن عبد لله بن سعيد الكلبي وكنيته أبو زيد هو عالم حساب ومهندس. وُلد في بلنسية في شرق إسبانيا الواقعة على البحر المتوسط وتوفي في ذي القعدة سنة 456هـ. وقد ذكر في كتاب تكملة الصلة لإبن الأبار: «نبغ في هذا العلم (الحساب) وأنه لم يكن أحد من أهل زمانه يعدله في الهندسة. انفرد بذلك». لم يرد ذكره في مصادر أخرى كما أن المصدر لم يذكر شيئاً عن إنجازاته (كتب أو أعمال أخرى).